# Ogrodniki
Ogrodniki es un pueblo ubicado en la gmina Tuczna, distrito de Biała Podlaska, voivodato de Lublin, Polonia.

## Superficie
Cuenta con una superficie de 8,980 kilómetros cuadrados.

## Demografía
Hasta 2011 la población era de 212 habitantes, con una densidad de población de 23,61 habitantes por kilómetro cuadrado. Estaba conformada por 105 hombres (49,5%) y 107 mujeres (50,5%), según el censo de la Oficina Central de Estadística.